# カステル・ガッビアーノ
カステル・ガッビアーノ（伊: Castel Gabbiano）は、イタリア共和国ロンバルディア州クレモナ県にある、人口約500人の基礎自治体（コムーネ）。

## 地理

### 位置・広がり

#### 隣接コムーネ
隣接するコムーネは以下の通り。括弧内のBGはベルガモ県所属を示す。
- カミザーノ
- カザーレ・クレマスコ＝ヴィドラスコ
- ファーラ・オリヴァーナ・コン・ソーラ (BG)
- イッソ (BG)
- モッツァーニカ (BG)
- セルニャーノ

### 気候分類・地震分類
気候分類では、zona E, 2251 GGに分類される。
また、イタリアの地震リスク階級 (it) では、zona 3 (sismicità bassa) に分類される
。